# UTC+03:00

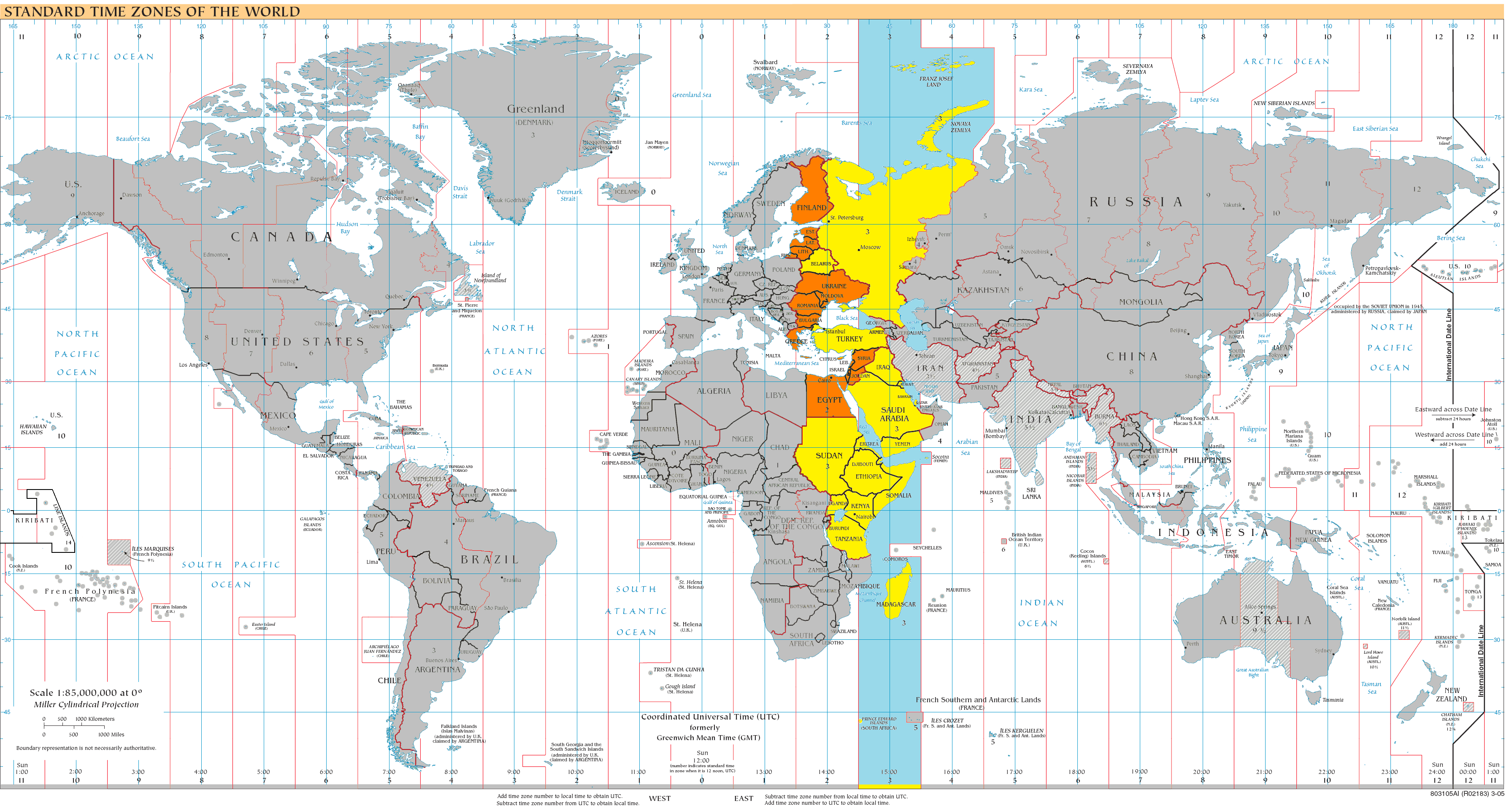
území, kde čas UTC+3 platí celoročně
území, kde čas UTC+3 platí sezónně v zimním období
území, kde čas UTC+3 platí sezónně v letním období
území, kde čas UTC+3 neplatí
mořské plochy spadající do pásma UTC+3
mořské plochy nespadající do pásma UTC+3
Poznámka: Stav k roku 2008

UTC+03:00 je zkratka a identifikátor časového posunu o +3 hodiny oproti koordinovanému světovému času. Tato zkratka je všeobecně užívána.
Existují i jiné zápisy se stejným významem:
- UTC+3 — zjednodušený zápis odvozený od základního[1]
- C — jednopísmenné označení používané námořníky, které lze pomocí hláskovací tabulky převést na jednoslovný název (Charlie).[2]

Zkratka se často chápe ve významu časového pásma s tímto časovým posunem. Odpovídajícím řídícím poledníkem je pro tento čas 45° východní délky, čemuž odpovídá teoretický rozsah pásma mezi 37°30′ a 52°30′ východní délky.

## Jiná pojmenování
| zkratka | česky         | anglicky                      | poznámka                        | odkaz  |
| AST     | -             | Arabia Standard Time          |                                 | [ 4 ]  |
| EAT     | -             | Eastern Africa Time           | viz též časová pásma ve Francii | [ 5 ]  |
| EEST    | -             | Eastern European Summer Time  |                                 | [ 6 ]  |
| FET     | -             | Further-Eastern European Time |                                 | [ 7 ]  |
| IDT     | -             | Israel Daylight Time          |                                 | [ 8 ]  |
| MSK     | moskevský čas | Moscow Standard Time          | viz časová pásma v Rusku        | [ 9 ]  |
| SYOT    | -             | Syowa Time                    | neaplikuje se                   | [ 10 ] |
| TRT     | -             | Turkey Time                   |                                 | [ 11 ] |

## Úředně stanovený čas
Čas UTC+03:00 je používán na následujících územích, přičemž standardním časem se míní čas definovaný na daném území jako základní, od jehož definice se odvíjí sezónní změna času.

### Celoročně platný čas
- Bahrajn — standardní čas platný v tomto státě
- Bělorusko — standardní čas platný v tomto státě
- Džibutsko — standardní čas platný v tomto státě
- Eritrea — standardní čas platný v tomto státě
- Etiopie — standardní čas platný v tomto státě
- Francouzská jižní a antarktická území (Francie) — standardní čas platný na části tohoto území[p 5]
- Gruzie — standardní čas platný na části území[p 6]
- Irák — standardní čas platný v tomto státě
- Jemen — standardní čas platný v tomto státě
- Jordánsko — standardní čas platný v tomto státě
- Keňa — standardní čas platný v tomto státě
- Komory — standardní čas platný v tomto státě
- Katar — standardní čas platný v tomto státě
- Kuvajt — standardní čas platný v tomto státě
- Madagaskar — standardní čas platný v tomto státě
- Mayotte (Francie) — standardní čas platný na části tohoto území
- Ostrovy prince Edvarda (Jihoafrická republika) — standardní čas platný na tomto souostroví
- Rusko — standardní čas platný na části území
- Saúdská Arábie — standardní čas platný v tomto státě
- Somálsko — standardní čas platný v tomto státě[p 7]
- Sýrie — standardní čas platný v tomto státě
- Tanzanie — standardní čas platný v tomto státě
- Turecko — standardní čas platný v tomto státě
- Uganda — standardní čas platný v tomto státě
- Ukrajina — čas platný na části území[p 8]

### Sezónně platný čas
- Akrotiri a Dekelia (Spojené království) — letní čas platný[p 9] na tomto území
- Bulharsko — letní čas platný[p 10] v tomto státě posunutý o hodinu oproti standardnímu času
- Estonsko — letní čas platný[p 10] v tomto státě posunutý o hodinu oproti standardnímu času
- Finsko — letní čas platný[p 10] v tomto státě posunutý o hodinu oproti standardnímu času
- Izrael — letní čas platný[p 11] v tomto státě posunutý o hodinu oproti standardnímu času
- Kypr — letní čas platný[p 10] v tomto státě[p 12] posunutý o hodinu oproti standardnímu času
- Libanon — letní čas platný[p 11] v tomto státě posunutý o hodinu oproti standardnímu času
- Litva — letní čas platný[p 10] v tomto státě posunutý o hodinu oproti standardnímu času
- Lotyšsko — letní čas platný[p 10] v tomto státě posunutý o hodinu oproti standardnímu času
- Moldavsko — letní čas platný[p 9] v tomto státě[p 13] posunutý o hodinu oproti standardnímu času
- Palestina — letní čas platný[p 11] v tomto státě posunutý o hodinu oproti standardnímu času
- Rumunsko — letní čas platný[p 10] v tomto státě posunutý o hodinu oproti standardnímu času
- Řecko — letní čas platný[p 10] v tomto státě posunutý o hodinu oproti standardnímu času
- Ukrajina — letní čas platný[p 9] v tomto státě[p 14] posunutý o hodinu oproti standardnímu času